# بيتر تشيني
بيتر تشيني (بالإنجليزية: Peter Cheyney)‏‏ (22 فبراير 1896 في لندن - 26 يونيو 1951 في لندن) كاتب، وروائي، وصحفي من المملكة المتحدة.

## روابط خارجية
- بيتر تشيني على موقع IMDb (الإنجليزية)
- بيتر تشيني على موقع ألو سيني (الفرنسية)
- بيتر تشيني على موقع أول موفي (الإنجليزية)
- بيتر تشيني على موقع قاعدة بيانات الأفلام السويدية (السويدية)
- بيتر تشيني على موقع قاعدة بيانات الفيلم (الإنجليزية)
- بيتر تشيني على موقع كينوبويسك (الروسية)